# 野村達雄
野村 達雄（のむら たつお、1986年4月16日 - ）は、中国・日本のエンジニア、ゲームクリエイター。元Niantic, Inc. Tokyo Studio代表。
GoogleマップやPokémon GOなど実験的なモバイル・アプリケーションの開発に携わる。中華人民共和国黒竜江省生まれ、長野県長野市出身。

## 人物・経歴
幼少時の名前は石磊。中国で、両親及び4人の姉と、土と藁でできた家に住み、主食がトウモロコシ粥という極貧の生活を送り、豆腐の行商についていた。内祖母は福井県小浜市出身の中国残留日本人。満州国に渡り、南満州鉄道職員との間に3人の子供をもうけたが、ソ連対日参戦及び関東軍撤退のため引き揚げできず、日本の降伏後、子供との死別を経て、中国人である内祖父・石相臣に助けられた。晩年は癌を患い、1973年に福井に帰郷して死去した。
よりよい生活を求めて9歳のとき親戚を頼り一家で来日し、1995年練馬区の小学校に編入。1997年、長野市に移住。姓は祖母の野村とし、名は日本語の教科書の登場人物にちなみ達雄とした。当初は日本語も話せなかったが、建設現場や豆腐工場で働く両親のもと、小学校時代から新聞配達等をして働き、長野東部中学時代に新聞配達で貯めた資金でパソコンを購入し、独学でプログラミングを習得。その後、長野吉田高校を経て、信州大学工学部に進学。信州大学4年の時に日本国籍を取得。信州大学卒業後は、東京工業大学大学院に進学し松岡聡の指導のもとスーパーコンピュータの研究を行い高い評価を受ける。「ステンシル計算を対象とした大規模GPUクラスタ向け自動並列化フレームワーク」により情報処理学会2011年度コンピュータサイエンス領域奨励賞受賞。
2011年東京工業大学大学院理工学研究科数理・計算科学専攻修士課程を修了し、同年グーグル株式会社（現グーグル合同会社）に入社。2013年からGoogle Inc.に移り、2015年から社内ベンチャーNiantic Labsに所属。同年Niantic, Inc.に移籍。同社プロダクト部門シニアマネージャー、Pokémon GOのプロダクトマネージャー等を務める。2018年Niantic, Inc. が初の米国外開発拠点として設立したTokyo Studioの代表に就任。
Googleのエイプリルフール企画において、エンジニアとしてファミコン版Googleマップ8bit（2012年）、Googleマップ宝探しバージョン（2013年）、ポケモンチャレンジ（2014年）などを開発。2015年にGoogleからNiantic, Inc.へ移籍し、ゲームクリエイターとしてPokémon GO、Pikmin Bloom、モンスターハンターNowの開発・運営に携わる。2023年、Niantic, Inc. を退職、以降はそれらの作品へ外部アドバイザーとして関わっている。
2021年4月に京都芸術大学3年次に編入学し、建築デザインを学んでいる。

## 著書
- 『ど田舎うまれ、ポケモンGOをつくる』小学館集英社プロダクション (2017/7/19)

## 参照
1. 1 2 3 4  「夢の揺り籠 西から東へ　ポケモンGO開発者・野村達雄氏」[リンク切れ]日本経済新聞2017/4/7
2. 1 2 3 4 5 6 7 8 9 10 11 12  “「中国の寒村」生まれのポケＧＯ開発者、日本では当然すぎた「特権」に気づく”. 読売新聞 (2022年5月4日). 2022年5月4日閲覧。
3. 1 2 3 4 5 6 7 8 9 10 11 12 13 14  （フロントランナー）ゲームディレクター・野村達雄さん　「ポケモンＧＯ」開発に抜擢[リンク切れ]
4. 1 2 3  ど田舎生まれ、ポケモンGOをつくる
5. ↑  ポケモンGO開発者は東工大出身　元スパコン研究者[リンク切れ]
6. 1 2 3  『ど田舎うまれ、ポケモンGOをつくる』小学館集英社プロダクション[要ページ番号]
7. 1 2 3 4 5  “「ポケモンＧＯ」開発者、９歳で来日した時は日本語がまったく話せなかった”. 読売新聞 (2022年5月3日). 2022年5月4日閲覧。
8. ↑  朝日新聞2017年1月14日[要ページ番号]
9. 1 2  『信濃毎日新聞』2021年1月1日朝刊 11面「転換期に挑む 新常態の信州経済」
10. ↑  「2011年度コンピュータサイエンス領域奨励賞受賞者一覧」情報処理学会
11. ↑  「ポケモンＧＯ開発リーダーは３０歳の“ゲーム制作素人”だった！」[リンク切れ]2016年11月17日10時30分  スポーツ報知
12. ↑  ポケGOのNianticが日本に開発拠点「Tokyo Studio」を立ち上げた狙いCNET Japan > ニュース > 企業・業界 2018年07月31日 12時31分